# 65

## Nașteri
- dată necunoscută: Tiberius Claudius Maximus soldat roman (d. 117)

## Decese
- 30 aprilie: Marcus Annaeus Lucanus, poet roman (n. 39)
- Seneca (Lucius Annaeus Seneca), filosof roman (n.c. 4 î.Hr.)